# SK Kladno
SK Kladno je češki nogometni klub iz grada Kladno. Trenutačno se natječe u češkoj Gambrinus ligi.